# 天主教培聖中學
天主教培聖中學（英語：Pui Shing Catholic Secondary School）由天主教香港教區創辦的一所中文中學。於1963年創校，位於香港新界天水圍天河路9號（天盛苑對出）。

## 學校行政
歷任校監
- 1963年至1970年：明鑑理 神父[1]
- 1970年 至 1976年：李耀波 先生[1]
- 1976年 至 1984年：陳福偉 神父[1]
- 1984年 至 1985年：黃德祥 神父
- 1984年 至 1988年：董佐隆 修士
- 1988年 至 1996年：余尚實 神父
- 1996年 至 2001年：高培理 神父[2]
- 2001年 至 2003年：林榮鈞 神父
- 2003年 至 2008年：顧厚德 神父
- 2008年 至 2009年：王美笑 神父
- 2009年 至 2014年：陳德雄 神父
- 2014年 至 2018年：李敬志 先生
- 2018年 至 至今：李志源 神父

歷任校長
- 1963年至1972年：李耀波 先生[3]
- 1972年 至 1975年：李超鵬 先生[3]
- 1975年 至 1983年：李晉鏗 先生[3]
- 1983年 至 2001年：趙垣林 先生[3]（1983年至1992年舊校；1992年至2001年新校）
- 1992年 至 1994年：陳明生 先生（1992年至1994年舊校過渡期）
- 2001年 至 2003年：李志光 先生[3]
- 2003年 至 2009年：關中明 先生[3]
- 2009年 至 2018年：蕭思銓 先生
- 2018年 至 至今：郭富華 先生

歷任副校長
- 陳明生 先生
- 梁啟義 先生
- 袁永強 先生
- 馮金燕 女士
- 潘永強 先生
- ？ 至 2017年：黃見儀 女士
- 阮章凱 先生
- 冼萬勝 先生
- 梁淑雯 女士
- 彭振輝 先生

## 校訓
天主教培聖中學的校訓為「明德至善」，語出《四書‧大學》中「大學之道，在明明德，在親民，在止於至善。」。校訓所指的意思是把自己的良好德行推己及人，從而達致力臻完美的境界。

## 學校歷史

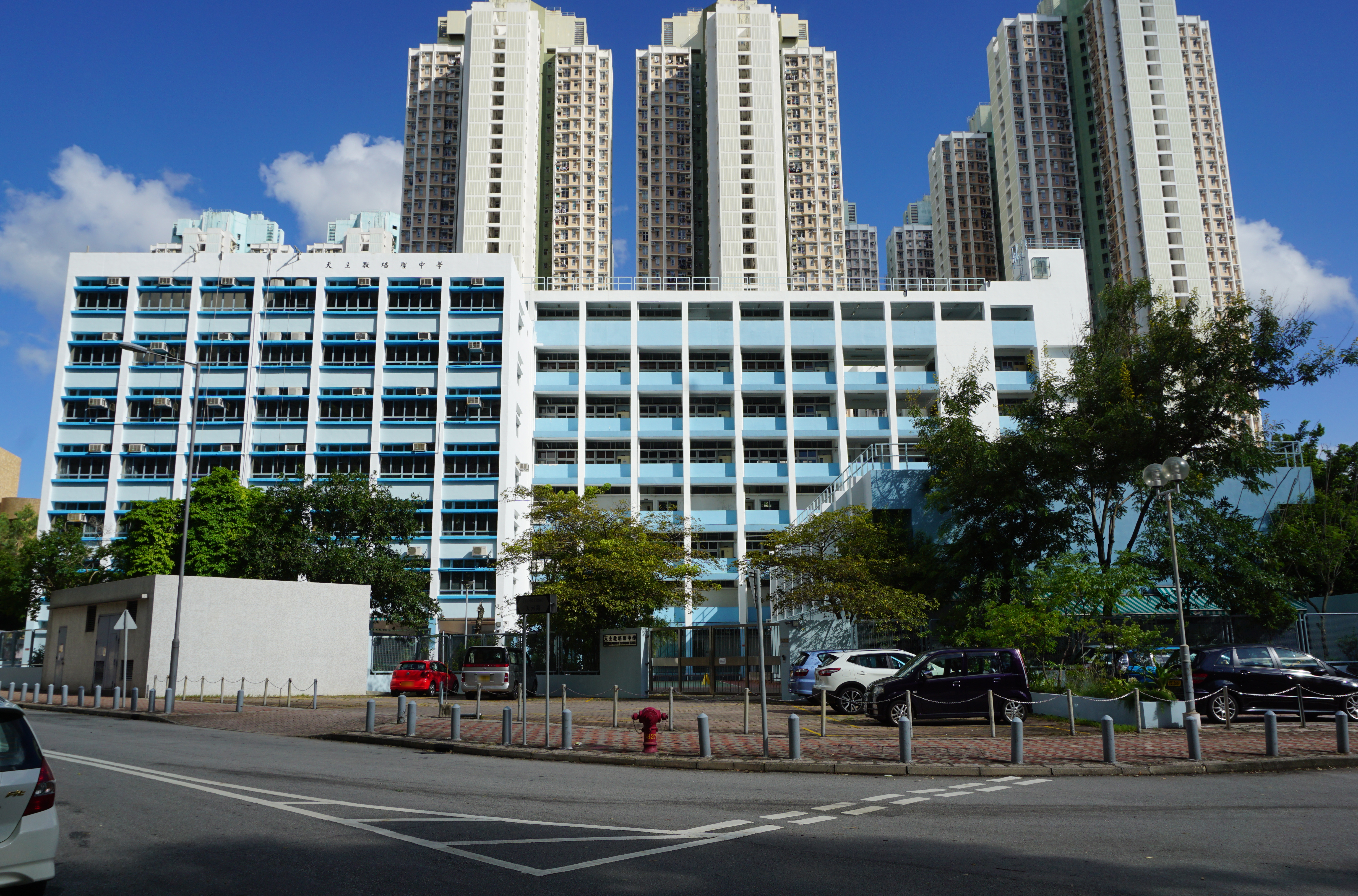
天主教培聖中學校舍北面

天主教培聖中學早年是一所位於九龍塘牛津道的男校，於1963年創校，由德國天主教培聖會捐款興建校舍。當時是一所天主教男子中文中學，最初只有中一至中三共八班。
由於同年開辦的天主教新民書院校舍尚未竣工，需於下午借用舊校舍上課，因此首兩年此校只能於上午授課，直至1965年新民書院永久校舍建成。
至1966年，此校首次派學生參加香港中學會考，再於1970年代初擴展至一年制預科，但僅開辦中大入學資格考試課程。
後來於1992年，培聖中學分階段遷址天水圍，同年轉為一所男女校，並改辦香港高級程度會考課程；而舊校舍則逐步減班及停收中一，直至1996年暑假停用，並轉交予香港明愛，用作明愛徐誠斌書院校舍。

## 課外活動

### 社制
設有四個社別，四社名稱是各取校訓「明德至善」一字而成。即為
- 明（Ruby）－代表顏色為紅色。
- 德（Emerald）－代表顏色為綠色。
- 至（Amethyst）－代表顏色為藍色。
- 善（Topaz）－代表顏色為黃色。

### 校園組織
天主教培聖中學設有地理學會、經工學會、理學會、電腦學會、數學學會、音樂學會、跆拳道學會、園藝學會、戲劇學會、攝影學會、歷史學會、美術學會、少年警訊、元朗西區第30旅童軍以及公益少年團。

## 著名/傑出校友
傳媒及文化界
- 陳興昌（1992年中五）：有線新聞總監，前九龍巴士顧問、前亞視新聞副總裁、主播[8]
- 李家文（1993年中六）：樹仁大學新聞系主任、前無綫新聞主播兼記者
- 李鑾輝（1970年中五）：新鴻基地產公共事務總監、前香港電台節目主持及教育電視部台長[9]
- 謝志峰（1978年至1979年中一）：資深傳媒人[10]
- 梁文禮：香港商業電台叱咤903節目主持人
- 鄧小宇（1973年中五）：香港童星及作家、藝人鄧梓峰胞兄[11]

演藝界
- 鄧建明（1981年中五）：藝人、太極樂隊成員[12]
- 鍾志光（1979年中五）：演員、著名體育評述員[13]
- 陳偉棠（1983年中六）：香港電台高級監製[14]
- 余文樂（1998年中五）：香港演員及歌手[15]
- 陳旭亮（1989年中五）：香港電視節目監製、無綫電視非戲劇節目監製及經理[16]
- 龍向榮（1977年中五）：前香港管弦樂團敲擊樂首席[17]
- 程思俊（朱達生；1974年中五）：前香港男演員[18]

教育界
- 劉創楚（1965年中五）：前香港中文大學社會學系教授、作家[19]
- 李德仁（1972年中五）：香港城市大學社會及行為科學系副教授[20]
- 鍾國雄（1972年中五）：前台灣陽明大學牙醫教授[20]
- 梁紀昌（1973年中六）：前鮮魚行學校校長
- 樊善標（1982年中六）：香港中文大學中國語言及文學系教授[21]
- 何萬貫（1970年中五）：香港中文大學教育學院課程與教學學系副教授[9]
- 魯榮光（1968年中五）：前東華三院馮黃鳳亭中學校長[22][23]
- 尤漢基（1965年中五）：前香港道教聯合會圓玄學院第一中學校長[19]
- 郭耀豐（1972年中五）：前佛教黃允畋中學校長[20]
- 陸定光（1972年中五）：前香港理工大學管理及市場學系副教授[20]
- 周厚豐：前香港中文大學校友會聯會陳震夏中學校長[24]
- 許小光（1971年中五）：前五邑司徒浩中學校長[25]
- 蔡錦仁（1971年中五）：前可道中學校長[25]
- 林家幸（1971年中五）：前香港九龍塘基督教中華宣道會陳瑞芝紀念中學校長[25]
- 李永鏗（1967年中五）：前博愛醫院陳國威小學校長[23]
- 歐陽枝（1969年中五）：前香港浸會大學持續教育學院副院長及行政總監[26]
- 范家偉（1986年中五）：香港城市大學人文社會科學院中文及歷史學系副教授兼副系主任[1][27]

政治及公共事業界
- 黃毓民（1970年中五）：前立法會議員（九龍西）[9]
- 張文光（預科）：前立法會議員（教育界）
- 陳茂波，大紫荊勳賢，GBS，MH，JP（1973年中六）：財政司司長、前發展局局長、前立法會議員（會計界）[20]
- 蔡盛僑（1977年中六）：香港路德會社會服務處總監[28]
- 譚紫茵（1992年中六）：護苗基金總幹事

專業界別
- 柳洵（1990年中六）：港怡醫院介入放射科顧問醫生[29]
- 李玉棠 (1984年中六）：港安醫院腸胃肝臟科顧問醫生[30]
- 黃炳南 (1983年中六）：香港腎病科專科醫生[31]
- 陶建文（1992年中六）：澳洲SBS電台法律節目嘉賓講者，前悉尼市政府高級律師[32]

體育及商界
- 陳炳安（1977年中五）：前香港足球代表隊、南華足球隊成員之一，現任足球評述員[17]
- 陳偉超（1984年中五）：前香港足球員[33]
- 麥力強（1974年中五）：新鴻基地產首席經濟師[18]
- 畢濟棠（1972年中五）：華園食品董事總經理[34]

其他界別
- 蔡詩亞：天主教香港教區聖樂委員會主席及前總監[35]
- 蔡裕星：香港青年協會督導主任（持續進修及機構策劃）

## 著名前任教職員
- 黃炳耀（1973年至1980年）：已故電影編劇及演員（中文科）[1]
- 黃霑（1963年-1965年）已故填詞人
- 練乙錚（1972年至1978年）：前香港政府中央政策組全職顧問[1]
- 岑練英（1965年至？）：中國文史學者[1]
- 徐漢光（1985年至？）：支聯會常委[1]
- 李行德（1973年至1975年）：香港中文大學語言學教授[1]
- 屈啟秋（1983年至1984年）：前新亞中學校長（歷史科）[1]
- 陳昌立：已故可風中學創校校長
- 林啟興：前路德會呂明才中學校長，現任路德會梁鉅鏐小學校監
- 劉廣業：荔景天主教中學校長[4]

## 外部連結
- 天主教培聖中學網頁
- 被炒曾索償　今再翻舊帳 非常教師控培聖中學誹謗
- 天主教培聖中學九龍城舊校校舍外貌